# Episteme mundina
Episteme mundina är en fjärilsart som beskrevs av Jordan 1912. Episteme mundina ingår i släktet Episteme och familjen nattflyn. Inga underarter finns listade i Catalogue of Life.